# Andreas Zijlmans
Andreas Josephus Cornelius Maria Zijlmans (Waalwijk, 27 december 1873 – T'ie-Ko-Tan-Kow, 22 augustus 1900) was een Nederlandse missionaris van Congregatie van het Onbevlekt Hart van Maria (bekend als de missionarissen van Scheut). Hij kwam samen met zijn collega's Joseph Dobbe en D. Abbeloos om tijdens de Bokseropstand in China.

## Leven en werk
Zijlmans werd geboren als zoon van Adrianus Cornelius Zijlmans en Adriana Maria van der Heijden. Hij studeerde in Sittard en Sint-Michielsgestel. Op 8 september 1892 trad hij in bij de Congregatie van het Onbevlekt Hart van Maria.
Op 25 juli 1898 werd Zijlmans tot priester gewijd. Twee maanden later vertrok bij naar het vicariaat in Binnen-Mongolië. Tijdens zijn verblijf schreef hij reisbrieven die in de Echo van het Zuiden werden gepubliceerd.
Op 22 augustus 1900 schuilde Zijlmans met zijn collega Abbeloos in de kerk van priester Dobbe. De kerk werd door 1500 opstandelingen omsingeld en in brand gestoken. Hierbij kwamen de drie priesters om het leven.

## Eerbetoon
- In Nijmegen is zijn portret aangebracht op de sokkel van het beeld van bisschop Ferdinand Hamer, die net als Zijlmans in Mongolië omkwam.
- In 1902 is in de voorganger van de huidige Sint-Janskerk van Waalwijk een plaquette geplaatst ter ere van Zijlmans.[2]
- In Waalwijk zijn een scoutinggroep en een straat naar Zijlmans vernoemd.[3]